# Slater Type Orbitals
In der Quantenchemie sind Slater-Type Orbitals (STOs) oder Slater-Funktionen (benannt nach John C. Slater, der sie 1930 einführte)  Wellenfunktionen, die in der Quantenchemie zur Konstruktion von Atomorbitalen und in der LCAO-Näherung für Molekülorbitale verwendet werden können. Sie werden in Kugelkoordinaten angegeben, wobei der Radialteil einer Exponentialfunktion und die Winkelfunktion einer Kugelflächenfunktion entspricht.
Im Wasserstoff-Atom sind Slater-Funktionen die exakten Lösungen der Schrödingergleichung für die Wellenfunktionen des Elektrons. Für Atome mit mehreren Elektronen sind die Funktionen gut geeignet, um das Verhalten der Wellenfunktionen in großem Abstand zum Atomkern zu beschreiben. Im Formalismus der Quantenmechanik müssen Integrale gelöst werden, die bei Slater-Funktionen mit erheblichem Rechenaufwand verbunden sind. Oft werden sie daher durch eine Linearkombination von mehreren Gaußfunktionen, den sogenannten Gaussian Type Orbitals (GTOs) ersetzt, z. B. besteht der minimale Basissatz STO-3G aus jeweils drei GTOs zur Approximation eines STOs.

## Radialteil
{\displaystyle R(r)=r^{n^{*}-1}\cdot e^{-\zeta r}\cdot N\,}
mit
- dem Abstand {\displaystyle r} des Elektrons vom Kern
- einer von der Hauptquantenzahl {\displaystyle n=1,2,\dotsc } abgeleiteten Konstante {\displaystyle n^{*}}
- einer Abschirmungskonstanten {\displaystyle \zeta } für die effektive Kernladung
- einer Normierungskonstanten {\displaystyle N}.

Die Konstante {\displaystyle n^{*}} ist bis {\displaystyle n=3} ident mit der Hauptquantenzahl. Für größere Werte von n ist sie zunehmend kleiner.
Die Normierungskonstante {\displaystyle N\,} wird berechnet aus der Normierung der o. g. Gleichung:
{\displaystyle N^{2}\cdot \int _{0}^{\infty }\left(r^{n-1}\cdot e^{-\zeta r}\right)^{2}r^{2}\,\mathrm {d} r=1}
mit Hilfe des allgemeinen Integrals
{\displaystyle \int _{0}^{\infty }(x^{n}\cdot e^{-\alpha x})\,\mathrm {d} x={\frac {n!}{\alpha ^{n+1}}}}
zu
{\displaystyle \Rightarrow N=(2\zeta )^{n}{\sqrt {\frac {2\zeta }{(2n)!}}}.}

## Winkelabhängiger Teil
Für den winkelabhängigen Teil der STOs, d. h. denjenigen, der von {\displaystyle \vartheta } und {\displaystyle \varphi } abhängt, werden meist Kugelflächenfunktionen verwendet, die aufgrund ihrer Nullstellen für die erforderlichen Knotenflächen sorgen.